# Från savannen till Tinder
Från savannen till Tinder är en dokumentärserie i fyra delar (totalt två timmar) med Belinda Olsson som sändes på SVT hösten 2021 och som handlar om biologiska könsskillnader.
Bland de som intervjuas är Agnes Wold, Markus Heilig, Yvonne Hirdman och Mia Heikkilä.

## Mottagande
Karin Olsson skrev i Expressen att inramningen var tramsig och att programmet balanserade på randen till infantilitet. Hon skrev att om det inte vore för att serien saknade en provokativ udd, så kunde man misstänka att SVT hade inspirerats av den omtalade norska serien Hjernevask (2010). Hon skrev också att värdefulla tankar bearbetades och att det var frustrerande att höra Skolverkets jämställdhetsexpert avfärda hjärnforskning som "myter".
Malin Krutmeijer skrev i Sydsvenskan "till sin retoriska form liknar programmen rena konspirationsfilmer".
Elsa Westerstad skrev i Svenska Dagbladet att programmet "blottar hur feminister blundat för fakta för den goda sakens skull", men också att programmets tilltal var barnsligt.
Maria Domellöf-Wik skrev i Göteborgs-Posten att förklaringsmodellerna i programmet var gamla, att den djupare analysen uteblev och att upplägget hade en illa dold och irriterande förväntan.
Belinda Olsson och Markus Heilig intervjuades av Navid Modiri i podcasten Hur kan vi?, där de bland annat pratade om seriens tillkomst och dess mottagande.